# Thiago Justino
Thiago Justino (Rio de Janeiro, 5 de março de 1960) é um ator brasileiro.

## Biografia
Nasceu em 5 de março de 1960, sendo filho de Maria da Gloria, empregada doméstica, e Sebastião, que atuava como gráfico. Nasceu em Copacabana, mas passou toda a juventude em São Cristovão, bairro operário do Rio de Janeiro. Desde cedo revelou paixão pela atuação, participando do grupo de teatro de sua escola.
Todavia, sua família não via com bons olhos seu sonho de ser ator. Junto com os trabalhos amadores de ator, atuava como office boy, para ajudar nas contas de casa. Por acaso acabou entrando em uma agência de modelos, passando a atuar na profissão.
A partir disto, abriu as portas para a televisão. Fez uma breve participação no seriado Plantão de Polícia, sucesso da televisão brasileira nos anos 1980. Posteriormente foi contratado para as novelas Pacto de Sangue (1988 / 1989), e para a minissérie Abolição (1988).
Nessa mesma época viajou para Portugal, para encenar no espetáculo A mulher carioca. Lá conheceu Alexandra Solnado, que viria a ser sua esposa, e com quem teve um filho: Gabriel Solnado Justino. Alexandra é escritora e filha dos atores Raul Solnado e Joana Solnado.
Por conta do racismo, decidiu emigrar definitivamente para Portugal, aos 33 anos. Reclamava que no Brasil só lhe ofereciam papéis de escravizado ou empregado. Em solo lusitano atuou em diversas funções. Tornou-se diretor de uma agência que fundou junto a sua esposa. Também criou um grupo de teatros (Teatro Multiculturas) e passou a dar aulas de atuação. Atuou e dirigiu novelas e filmes portuguesas. Também adaptou Conduzindo Miss Daisy para o teatro.
Retornou ao Brasil em 2015, convidado pela Rede Globo para atuar em Rock Story. Naquela época se encontrava em Moçambique, gravando Comboio de Sal e Açucar, filme de Licínio Azevedo que foi indicado ao Óscar. Desde então, sempre volta a sua terra natal, para atuar em novelas e filmes, em papéis não estigmatizados.

## FIlmografia
Dentre as produções que participou, pode-se destacar:

### Cinema
| Ano  | Título                             | Personagem / Cargo     | Notas |
| ---- | ---------------------------------- | ---------------------- | ----- |
| 2014 | Getúlio                            | Gregório Fortunato     | [ 3 ] |
| 2017 | Real: O Plano por Trás da História | Joubert                | [ 3 ] |
| 2018 | Quase Memória                      | Gomes                  | [ 3 ] |
| 2018 | Comboio de Sal e Açúcar            | Comandante Salomão     | [ 1 ] |
| 2019 | Minha Fama de Mau                  | Funcionário da TV Tupi |       |
| 2021 | Papai É Pop                        | Carlos                 |       |
| 2021 | Confissões de uma Garota Excluída  | Inácio                 |       |
| 2022 | Um Ano Inesquecível - Verão        | Presidente do Partido  |       |
| 2024 | Mallandro, o Errado Que Deu Certo  | Psicólogo              |       |
| 2025 | Malês                              | Luis Sanin             | [ 4 ] |

### Telenovela
| Ano  | Título            | Personagem / Cargo  | Notas       |
| ---- | ----------------- | ------------------- | ----------- |
| 1992 | Pedra sobre Pedra | Flô                 |             |
| 2016 | Rock Story        | Maitrê Luizão       | [ 5 ] [ 1 ] |
| 2018 | Orgulho e Paixão  | Médico Jonatas      | [ 1 ]       |
| 2018 | O Tempo Não Para  | Dom Obá II D’África |             |
| 2019 | Éramos Seis       | Higino              | [ 6 ]       |
| 2023 | Amor Perfeito     | Juiz Olavo          |             |

### Série
| Ano  | Título       | Personagem / Cargo | Notas |
| ---- | ------------ | ------------------ | ----- |
| 2015 | Santo Forte  | Celso              |       |
| 2024 | Body By Beth | Zé Bob Rodrigues   |       |

## Teatro
No teatro atuou em diversos espetáculos. Entre eles: King - Eu tenho um sonho (2018), e Black Macbeth (2019).